# Erhard Stiefel
Erhard Stiefel, né en 1940, est un artiste, sculpteur, décorateur et scénographe originaire de Zurich, en Suisse. Il est plus particulièrement reconnu comme créateur de masques pour le théâtre. Désigné Maître d’art dans cette discipline en 2000, il a contribué et contribue toujours aujourd’hui à redécouvrir et perpétuer cette forme de création très ancienne, tant en Europe qu’en Orient.

## Biographie
Élève de Jacques Lecoq, il découvre, dans les années 1960, le travail de re-création de masques (en particulier celui d’Arlequin) d’Amleto Sartori pour Giorgio Strehler au Piccolo teatro de Milan, masques dont toute connaissance ou presque avait été perdue au fil des siècles et dont il devient l’un des grands spécialistes.
Actif depuis 1965 dans ce domaine, il a réalisé des masques pour la scène, notamment le théâtre et la danse, mais aussi pour le cinéma. On connaît son travail avec Ariane Mnouchkine au Théâtre du Soleil (L’âge d’or en 1975, la série des Shakespeare de 1981 à 1984), mais aussi avec Maurice Béjart, Jean-Pierre Vincent (Les Fourberies de Scapin en 1990),  Alfredo Arias, Jean-Louis Thamin (Arlequin serviteur de deux maîtres en 1992) ou encore Tim Robbins. Son inspiration va de la Commedia dell’arte au théâtre nô japonais, en passant par le théâtre de masques balinais et javanais. Il est d’ailleurs unanimement reconnu comme un artiste de référence et aussi comme collectionneur et expert en matière de masques partout dans le monde.
Un des outils qu'il utilise est un lissoir en os.

## Spectacles pour lesquels il a créé des masques
- 1975 : L'Âge d'or mise en scène : Ariane Mnouchkine
- 1976 : Les Caprices de Marianne de Alfred de Musset / mise en scène : Maurice Attias
- 1979 : Méphisto d'après Klaus Mann / mise en scène : Ariane Mnouchkine
- 1981 : Richard II de William Shakespeare / mise en scène : Ariane Mnouchkine
- 1984 : Henry IV de William Shakespeare / mise en scène : Ariane Mnouchkine
- 1985 : L'Histoire terrible mais inachevée de Norodom Sihanouk, roi du Cambodge de Hélène Cixous / mise en scène : Ariane Mnouchkine
- 1986 : Arlequin poli par l'amour de Marivaux / mise en scène : Daniel Soulier
- 1987 : L'Indiade de Hélène Cixous / mise en scène : Ariane Mnouchkine
- 1987 : Les Ensorcelés d'après Jules Barbey d'Aurevilly / mise en scène : Maurice Attias
- 1988 : La Tragédie comique de Ève Bonfanti. / mise en scène : Ève Bonfanti
- 1989 : Masques de Michel Aymard
- 1990 : Ajax, fils de Télamon d'après Sophocle / mise en scène : Bruno Meyssat
- 1990 : Les Fourberies de Scapin de Molière / mise en scène : Jean-Pierre Vincent
- 1992 : Les Euménides de Eschyle / mise en scène : Ariane Mnouchkine
- 1992 : Arlequin, serviteur de deux maîtres de Carlo Goldoni / mise en scène : Jean-Louis Thamin
- 1994 : Ahmed le subtil de Alain Badiou / mise en scène : Christian Schiaretti
- 1999 : Peines de cœur d'une chatte française de René de Ceccatty / mise en scène : Alfredo Arias
- 2000 : Monnaie de singes de Didier Galas / mise en scène : Didier Galas
- 2000 : La Tragédie comique de Ève Bonfanti / mise en scène : Éric Prévost
- 2002 : Les Jumeaux vénitiens d'après Carlo Goldoni / mise en scène : Adel Hakim
- 2003 : Le Petit (H)arlequin de Didier Galas / mise en scène : Laurent Poitrenaux
- 2004 : Le Chant du cygne 2005 de Isabel Garma-Berman / mise en scène : Mario Gonzalez
- 2004 : Cocteau l'invisible vivant d'après Jean Cocteau / mise en scène : Brigitte Fossey
- 2005 : La Belle et les Bêtes de Alfredo Arias... / mise en scène : Alfredo Arias
- 2006 : La Leçon de monsieur Pantalone / mise en scène : Christophe Patty
- 2009 : Ahmed philosophe de Alain Badiou / mise en scène : Grégoire Ingold
- 2010 : Montaigne, Shakespeare, mon père et moi de Philippe Avron / conception : Philippe Avron
- 2010 : L'Arlequin de Trickster de Didier Galas / mise en scène : Didier Galas
- 2010 : Le Tour de chant de Monsieur Pantalone / mise en scène : Hacid Bouabaya

2011 : « Il faut qu’une porte soit ouverte ou fermée » Alfred de Musset / mise en scène : Bernard Martin